# Macrocera parva
Macrocera parva is een muggensoort uit de familie van de Keroplatidae. De wetenschappelijke naam van de soort is voor het eerst geldig gepubliceerd in 1914 door Lundstrom.